# 豊橋市立飯村小学校
豊橋市立飯村小学校（とよはししりつ いむれしょうがっこう）は、愛知県豊橋市飯村南四丁目にある公立小学校。
教育方針は「明日をひらく子」。「いのちをたっとぶ」「むちゅうでまなぶ」「れいぎただしく」として頭文字を取ると「いむれ」となるようにしている。

## 歴史
1983年の開校当時はそれほど児童数は多くなかったが、学区内の住宅化が進んだことで、現在では700人を超える。
豊橋市立東部中学校の学区内にある。

## 沿革
- 1983年（昭和58年）4月 - 豊橋市立岩西小学校と豊橋市立二川小学校より一部分離し、豊橋市立飯村小学校が開校。

## 部活動
- バレーボール部
- サッカー部
- バスケットボール部
- 陸上部
- 水泳部
- 金管バンド部
- 和太鼓部
- 合唱部　※2年に一度。
- 駅伝部

## 出身著名人
- 上酔尾巳唯 - 女子バスケットボール選手。